# Communauté de communes Eure-Madrie-Seine
La communauté de communes Eure-Madrie-Seine est une ancienne communauté de communes française située dans le nord-est du département de l'Eure, en Normandie. Elle regroupe dix-sept communes autour du Val d'Hazey, pour un total de 29 523 habitants en 2017. Ces communes se répartissent sur le plateau de Madrie ainsi que dans les vallées de la Seine et de l'Eure.

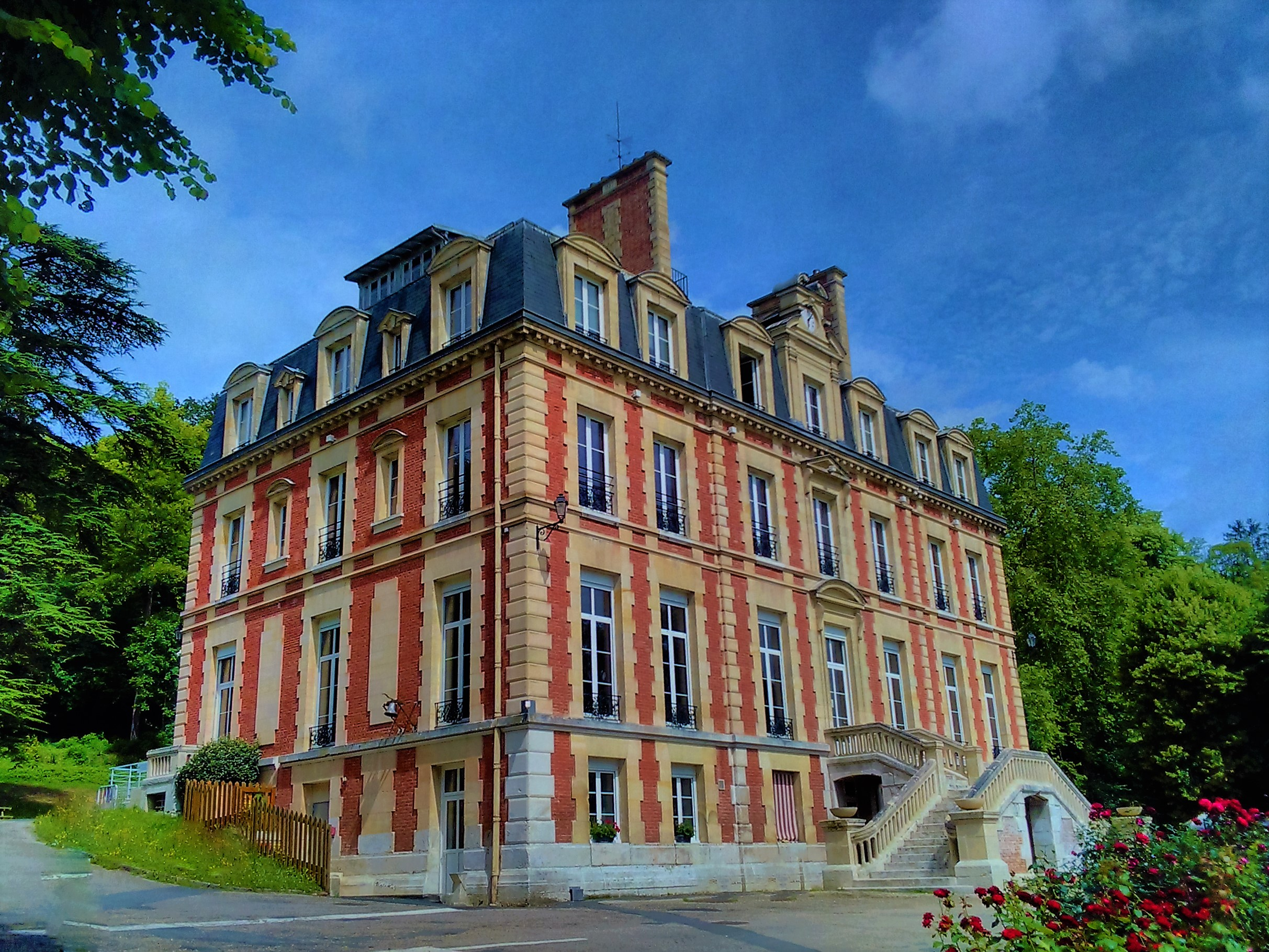
Siège de la communauté de communes Eure-Madrie-Seine, le château de Tournebut

## Histoire
Depuis le 1er décembre 2002, date de sa création, la CCEMS a connu la fusion, entre 2016 et 2017, de plusieurs de ses communes en trois communes nouvelles : Le Val d'Hazey, Clef Vallée d'Eure et Les Trois Lacs.
En avril 2017, un point d'avancement du projet de fusion de la CCEMS et de la communauté d'agglomération Seine-Eure voisine fait l'objet d'une communication dans le Mag, publication périodique, résultat d'une réflexion des élus entreprise dès le 8 mars 2016. L'objectif serait une fusion opérationnelle des deux EPCI au 1er janvier 2019.
En juin 2017, le conseil municipal de Saint-Aubin-sur-Gaillon choisit de quitter la CCEMS et de rallier la communauté d'agglomération Seine Normandie Agglomération .
Le 4 avril 2018, le conseil d'État annule les deux arrêtés du préfet de l'Eure portant sur la sortie de Saint-Aubin-sur-Gaillon et la décision du tribunal administratif de Rouen portant dans le même sens. Le même jour, la commune de Saint-Aubin-sur-Gaillon rejoint de nouveau la communauté de communes Eure-Madrie-Seine.
Les 21 septembre et 16 octobre 2018, le tribunal administratif de Rouen annule sur la forme et sur le fond les arrêtés du préfet de l'Eure[Lesquels ?] et demande[Quoi ?] au préfet d'engager la fusion de la CCEMS avec la CASE sous trente jours[réf. nécessaire].
Le 1er septembre 2019, la CCEMS intègre la communauté d'agglomération Seine-Eure.

## Fonctionnement
La communauté de communes Eure-Madrie-Seine était administrée par un conseil communautaire présidé par Catherine Meulien depuis le 24 septembre 2015.
| Période           | Période                   | Identité          | Étiquette | Qualité                                                                                                  |
| ----------------- | ------------------------- | ----------------- | --------- | --- |
| 1er décembre 2002 | 11 septembre 2015 (décès) | Jean-Luc Recher   | DVG       | Instituteur retraité, maire d'Aubevoye, conseiller départemental du canton de Gaillon                    |
| 24 septembre 2015 | 31 août 2019              | Catherine Meulien | PS        | Infirmière Adjointe au maire de Saint-Pierre-de-Bailleul Conseillère départementale du canton de Gaillon |

## Territoire communautaire

### Géographie
Située dans le centre-est du département de l'Eure, la communauté de communes Eure-Madrie-Seine regroupe 17 communes et s'étend sur 190,9 km2.

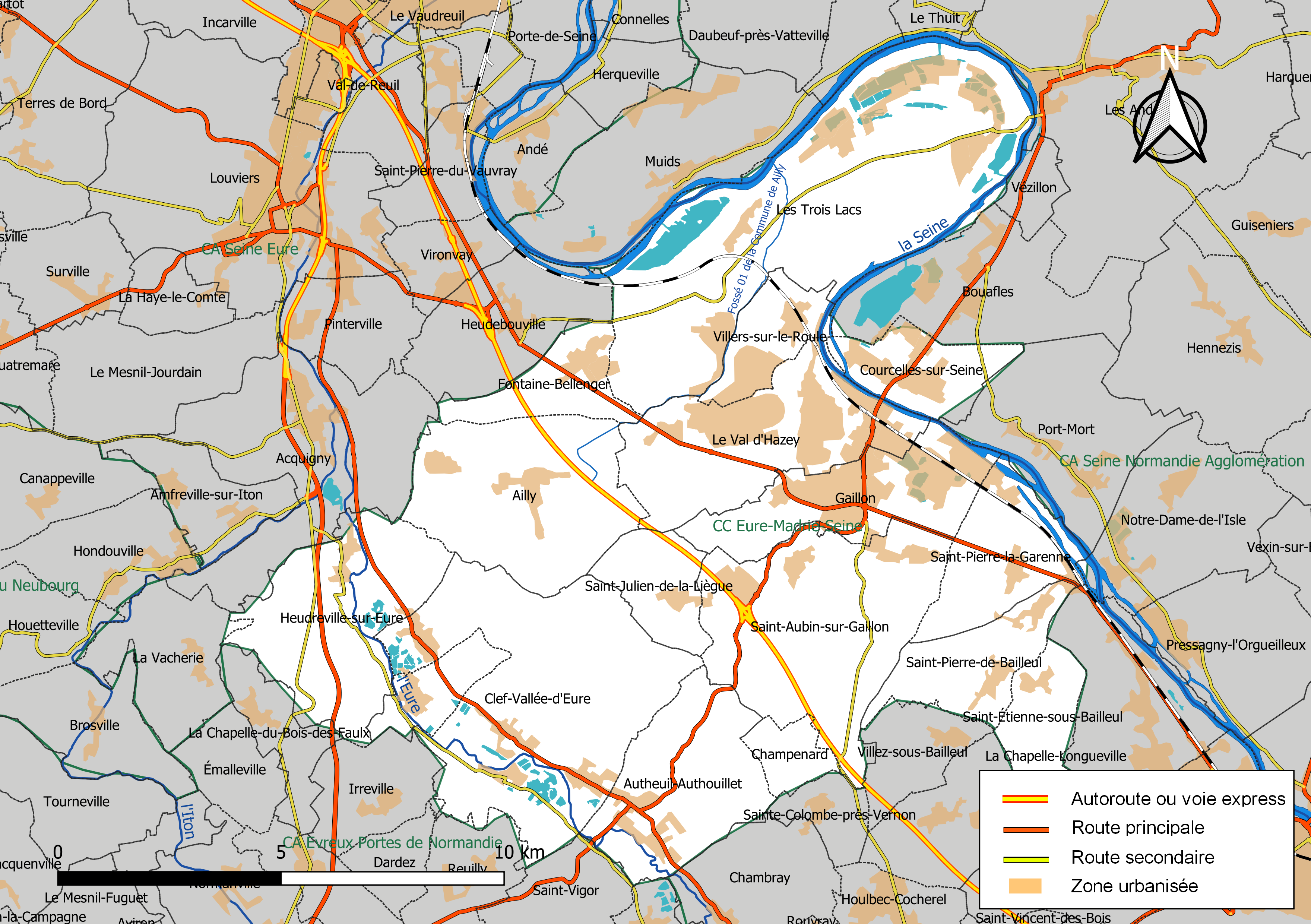
Carte de la communauté de communes Eure-Madrie-Seine au 1er janvier 2019.

### Composition
Elle regroupait 17 communes  :

| Nom                         | Code Insee | Gentilé           | Superficie (km2) | Population (dernière pop. légale) | Densité (hab./km2) |
| --------------------------- | ---------- | ----------------- | ---------------- | --------------------------------- | ------------------ |
| Le Val d'Hazey (siège)      | 27022      |                   | 14,37            | 5 156 (2022)                      | 359                |
| Ailly                       | 27005      | Aillytiens        | 15,55            | 1 230 (2022)                      | 79                 |
| Autheuil-Authouillet        | 27025      | Altoliens         | 11,66            | 944 (2022)                        | 81                 |
| Cailly-sur-Eure             | 27124      | Calliaciens       | 3,33             | 223 (2022)                        | 67                 |
| Champenard                  | 27142      | Champenardais     | 2,32             | 304 (2022)                        | 131                |
| Clef Vallée d'Eure          | 27191      |                   | 25,59            | 2 490 (2022)                      | 97                 |
| Courcelles-sur-Seine        | 27180      | Courcellois       | 5,47             | 2 157 (2022)                      | 394                |
| Fontaine-Bellenger          | 27249      | Bérengeois        | 4,96             | 1 089 (2022)                      | 220                |
| Gaillon                     | 27275      | Gaillonnais       | 10,19            | 6 785 (2022)                      | 666                |
| Heudreville-sur-Eure        | 27335      | Heudrevillais     | 14,15            | 1 066 (2022)                      | 75                 |
| Les Trois Lacs              | 27676      |                   | 36,53            | 1 748 (2022)                      | 48                 |
| Saint-Aubin-sur-Gaillon     | 27517      | Saint-Aubinois    | 19,46            | 2 164 (2022)                      | 111                |
| Saint-Étienne-sous-Bailleul | 27539      |                   | 4,34             | 388 (2022)                        | 89                 |
| Saint-Julien-de-la-Liègue   | 27553      |                   | 4,67             | 419 (2022)                        | 90                 |
| Saint-Pierre-de-Bailleul    | 27589      | Saint-Bailleulais | 6,34             | 975 (2022)                        | 154                |
| Saint-Pierre-la-Garenne     | 27599      | Saint-Garennais   | 7,64             | 923 (2022)                        | 121                |
| Villers-sur-le-Roule        | 27691      | Villersois        | 4,32             | 841 (2022)                        | 195                |

## Démographie
| 1975   | 1982   | 1990   | 1999   | 2009   | 2010   | 2013   | 2016   | 2017   |
| ------ | ------ | ------ | ------ | ------ | ------ | ------ | ------ | ------ |
| 15 367 | 19 215 | 22 879 | 24 305 | 26 633 | 28 074 | 29 975 | 29 712 | 29 523 |